# Djebel Chaambi

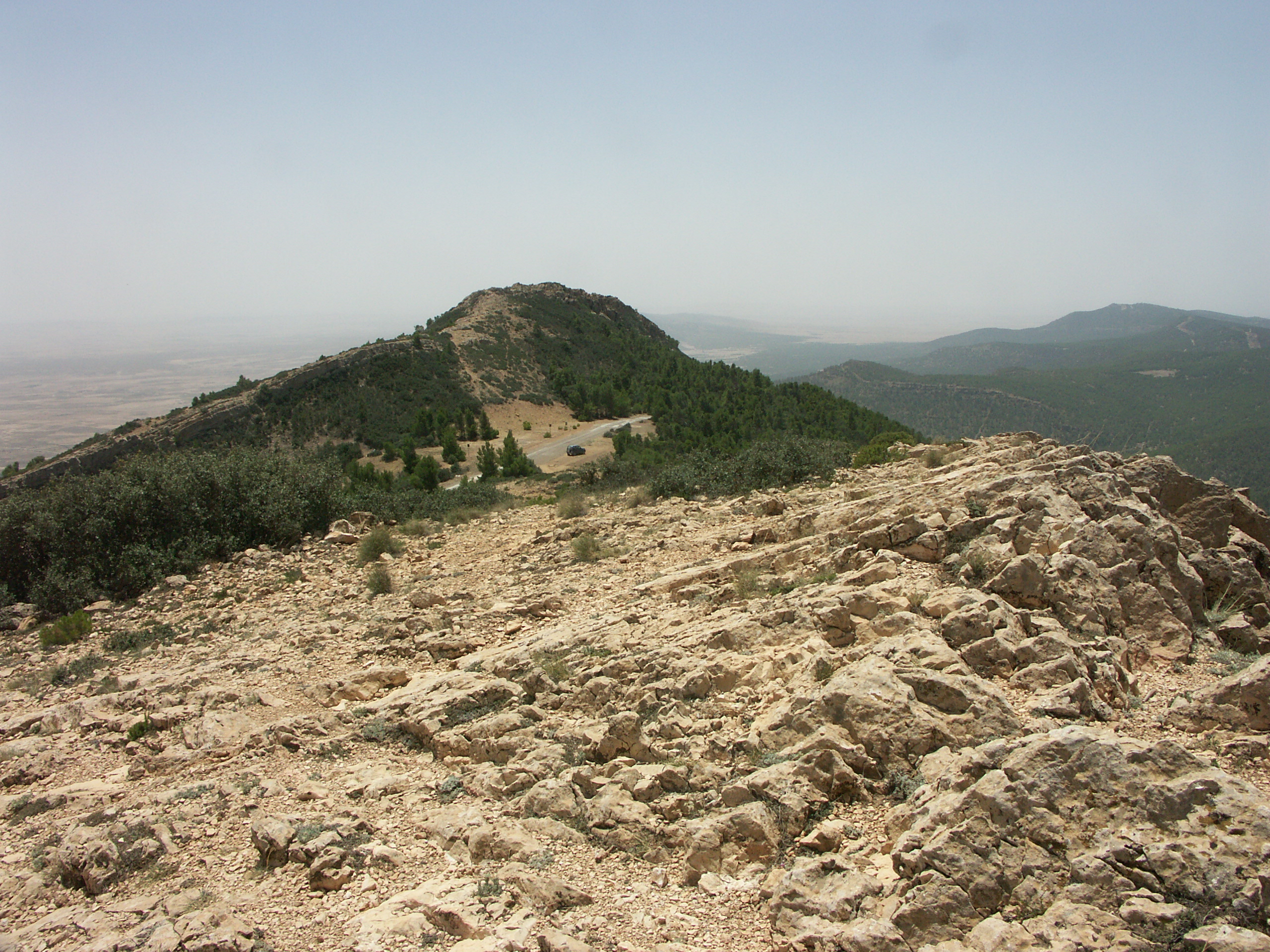
Djebel Chaambi

El Djebel Chaambi o Djebel Chambi (en àrab جبل الشعانبي, Jabal ax-Xaʿānbī) és la muntanya més alta de Tunísia amb 1.544 metres. Forma part de la cadena de la Dorsal de Tunísia, o dorsal tunisià i es troba a uns 15 km a l'oest de Kasserine (governació de Kasserine) i a uns 20 km de la frontera algeriana. La muntanya té camins que permeten arribar en 4 x4 fins auns altura d'uns 1300 metres. La pluviometria mitjana és de 500 mm/any (inferior a la part baixa) i la vegetació dominant és el pi d'Alep.
La UNESCO va designar el Djebel Chaambi com a reserva de la biosfera el 1977. L'àrea total de la reserva és de 43.723 hectàrees, amb una àrea central de 6.723 hectàrees. Al voltant de 8.000 persones viuen a la reserva, principalment agricultors de subsistència dedicats a la cria de bestiar, el cultiu de cereals i alguns fruiters. La zona central es va inaugurar com a Parc Nacional de Chaambi el 1980 per protegir l'entorn natural del massís.
Des de desembre de 2012 la zona ha estat escenari de nombroses operacions militars de les forces armades tunisianes contra grups de terroristes islamistes amagats a les coves del Djebel Chaambi.